# Greyfell
Greyfell, sottotitolato Greyfell: The Legend of Norman solo sulle custodie, è un videogioco di avventura dinamica ambientato in un mondo di animali antropomorfi, pubblicato nel 1987 per Amstrad CPC, Commodore 64 e ZX Spectrum da Starlight Software, un marchio della Ariolasoft.

## Trama
Il gatto Norman deve ritrovare il Bulbo della Vita che è stato rubato da un mago per ottenere il potere sul paese di Greyfell. Aggirandosi per Greyfell, che ha l'aspetto di un grande bosco con capanne e altre costruzioni sparse, Norman può incontrare cinque personaggi suoi alleati, come Potbellius l'orso e Willy il maiale, che lo aiutano dandogli indizi fondamentali per il ritrovamento del Bulbo. Il territorio è infestato da trappole e da molti seguaci del mago, tra cui ratti, lupi, draghi e pomodori assassini, contro i quali Norman può combattere a pugni o lanciando incantesimi.

## Modalità di gioco
Il giocatore controlla Norman che deve esplorare il territorio, formato da molti ambienti quadrati a schermata fissa con visuale isometrica in diagonale. Raggiungendo il bordo della visuale o entrando in una capanna si passa a un altro ambiente. La scena principale è monocromatica; soltanto su Amstrad i personaggi hanno un colore diverso, ma lo sfondo è comunque monocromatico. Le comunicazioni ricevute dai personaggi amici compaiono come brevi messaggi dentro fumetti, spesso da decifrare.
Norman può camminare nelle quattro direzioni cardinali, prendere e usare oggetti, aprire porte, combattere con pugni o lanciando tre tipi di incantesimi (bolla, nuvola, congelamento), che però hanno dosi limitate. Le azioni come selezionare e usare un oggetto, selezionare e usare un incantesimo, si eseguono attraverso un menù a icone situato sotto la visuale e accessibile direttamente con il joystick.
Norman ha nove vite e per ciascuna una quantità di energia, che cala al contatto con i nemici e si può ricaricare passando su certi fiori.
Il progresso è misurato sia in termini di punteggio tradizionale, sia come percentuale di risoluzione dell'avventura. Si può salvare la partita.